# Futanari
Futanari (二形, forme duelle) est un mot japonais qui sert traditionnellement à désigner une personne hermaphrodite, qui possède les deux organes génitaux mâle et femelle. L'usage du mot varie en fonction des époques, servant à désigner les personnes intersexes ou travesties, il est aussi rattaché à des concepts bouddhistes ainsi qu'au concept de l'androgynie. Au cours du XXe siècle l'usage du mot futanari décline dans le langage courant pour être remplacé par les mots ryōsei (両性, des deux sexes) et chūsei (中性, sexe neutre) pour les intersexes et andorojinī (アンドロジニー, androgynie) pour l'androgynie.

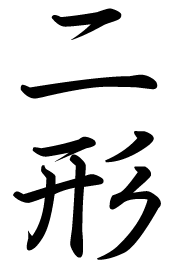
Kanji de futanari.

Le mot est repris par la pornographie japonaise à partir des années 1990 : dans ce contexte, il décrit spécifiquement des femmes dotées d'un pénis dans des proportions souvent exagérées, surtout dans le milieu du hentai japonais.

## Histoire

### Japon antique

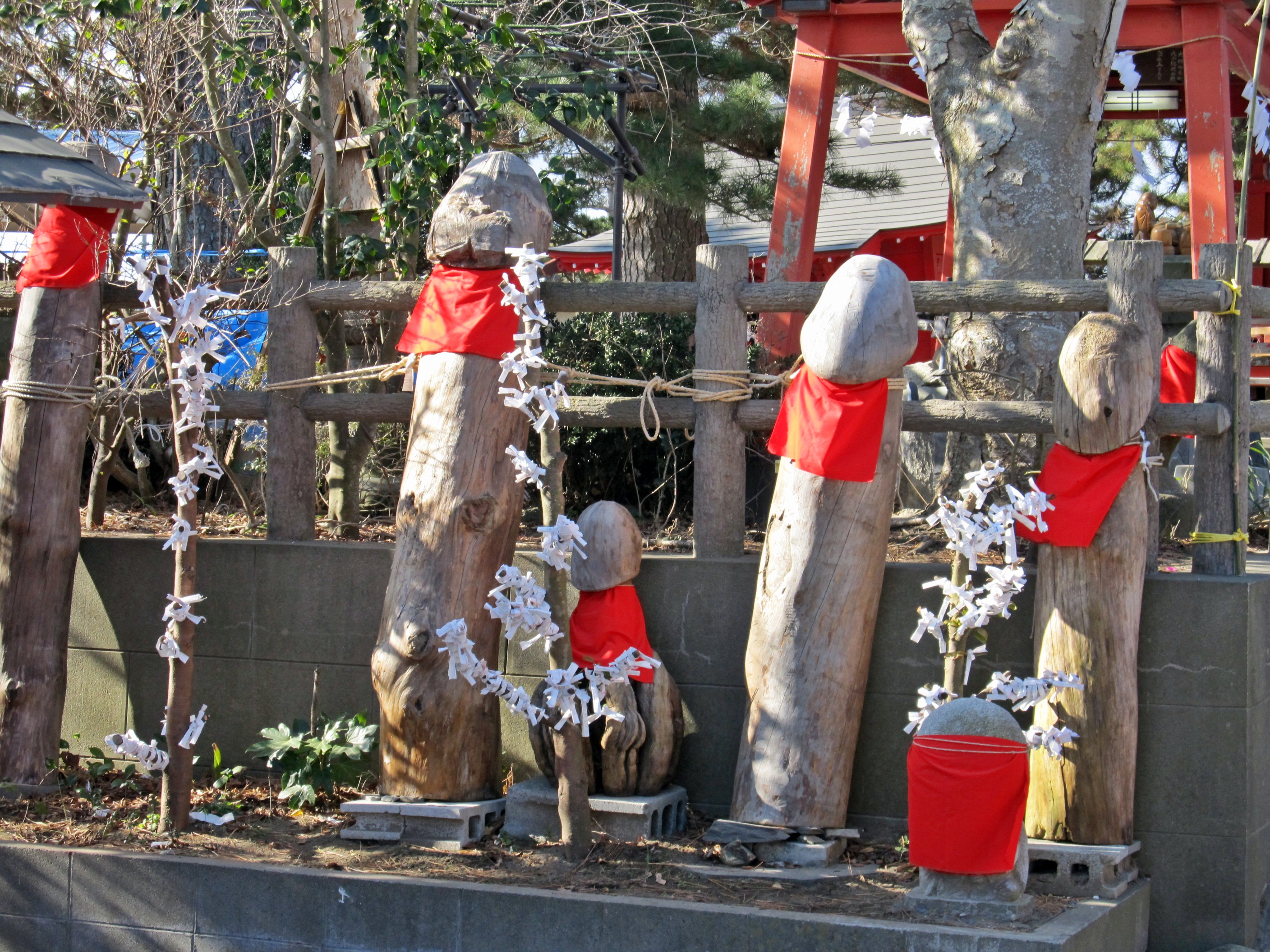
Dōsojin à Ishinomaki, Miyagi.

L'ancienne vision japonaise de l'hermaphrodisme est dérivée de la vision du bouddhisme chinois, qui considère que les hermaphrodites sont des hommes qui se transforment en femmes, ou inversement, parfois selon des cycles semi-mensuels. Lors de la première partie du mois ils possèdent une forme masculine et un pénis, puis lors de la seconde partie du mois, une forme féminine et une vulve. Aussi le nom de hangetsu (半月, hangetsu, haniwari, demi-mois) leur est attribué,.
Il est supposé que les vêtements de l'époque rendent difficile la distinction entre hommes et femmes, ce qui mène les gardes à pratiquer des fouilles corporelles afin de détecter des contrebandiers qui se font passer pour des femmes, ou inversement des femmes qui essaient de pénétrer dans des zones réservées aux hommes. Des histoires et poèmes, tels que Komuro Bushi (こむろ節, Chanson de Komuro), font état de telles pratiques.
Le culte d'entités androgynes et hermaphrodites se répand au Japon, avec par exemple les dōsojin du shintoïsme, des kami qui protègent les voyageurs sur les routes. Bien que les dōsojin soient généralement représentés sous la forme d'un phallus, ils possèdent un sexe ambigu, ni mâle ni femelle. Ou encore le culte du bodhisattva Kan'non, un homme indien dont la représentation a été féminisée lors de la diffusion de son culte en Asie, notamment au Japon.

### Japon médiéval
À partir de l'époque de Kamakura (1185–1333) la vision du bouddhisme orthodoxe s'impose à partir d'une interprétation des textes de Nichiren ; celle-ci considère qu'une femme est un être pollué ainsi qu'une forme d'existence inférieure. Aussi une femme doit se transformer en homme si elle veut atteindre l'illumination. Cette transformation se fait au moyen du concept du henshin (変身, transformation) et s'étale sur plusieurs générations de réincarnation. Les personnes hermaphrodites sont alors considérées comme des femmes qui sont en train de se transformer en hommes, il est dit que ces personnes sont atteintes du syndrome henjō nanshi (変成男子症, henjō nanshi shō, syndrome du garçon métamorphe),. Ainsi ces personnes sont considérées comme atteintes d'une affection et porteuses d'un mauvais karma.

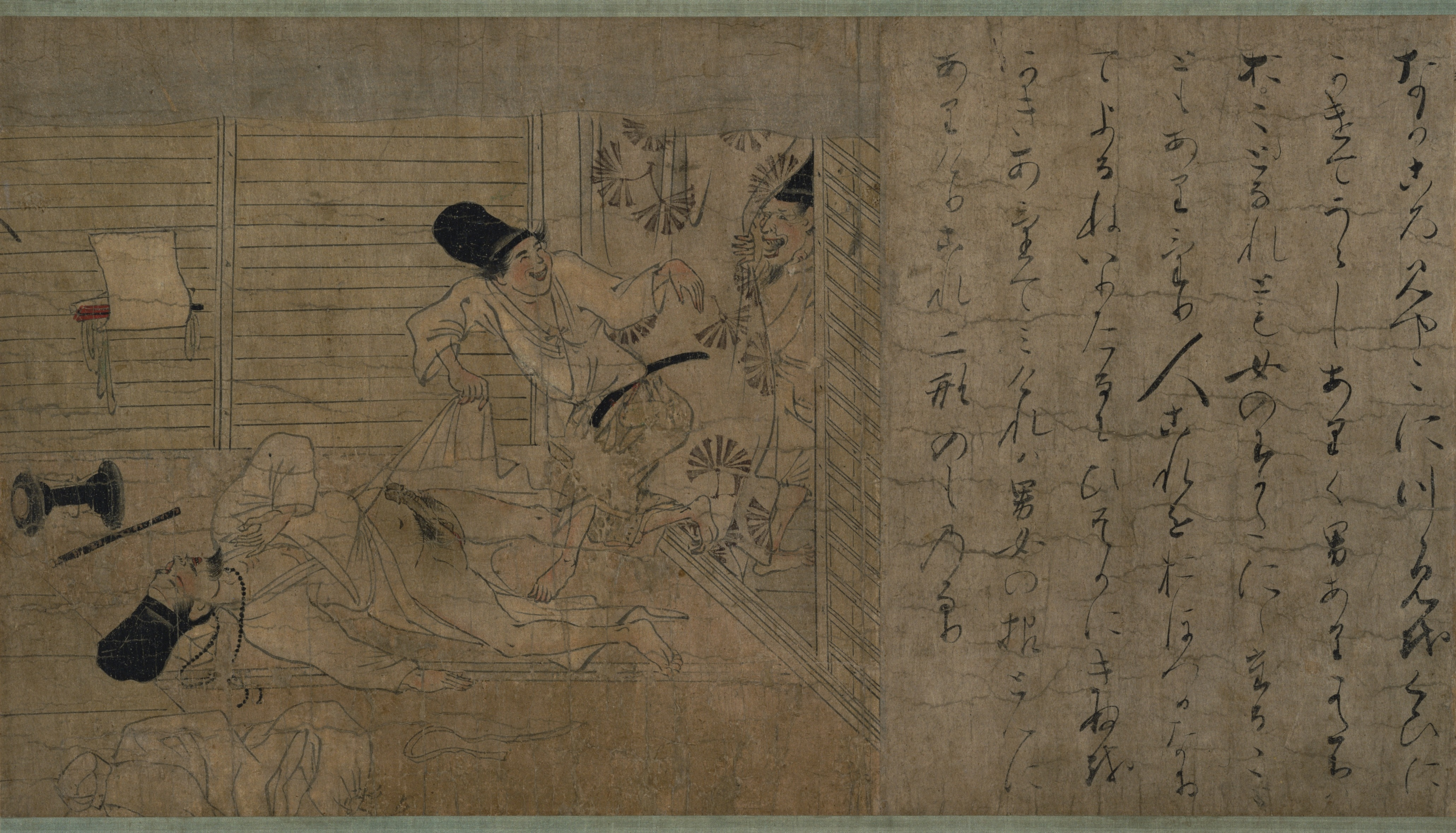
Futanari dans le Rouleau des maladies.

Le plus ancien usage connu du terme futanari remonte au XIIe siècle : le Rouleau des maladies (病草紙, Yamai no sōshi) qui illustre diverses maladies ou difformités de l'époque possède une scène nommée « Futanari », légendée ainsi :

« Récemment, un homme [otoko] avec un tambour vadrouille dans les rues de la capitale. Il possède le visage d'un homme [otoko], mais il y a quelque chose dans son apparence d'indubitablement féminin [onna]. Cela troubla profondément une personne. Une nuit alors que le joueur de tambour s'est endormi, la personne a discrètement soulevé ses robes. En dessous elle y vit les deux organes génitaux mâle et femelle. Voilà un hermaphrodite [futanari]. »

Le texte de la scène semble considérer comme problématique la physiologie inhabituelle du joueur du tambour, mais pas son attitude ambiguë. Il en va de même dans le poème Honshō Mudaishi (本朝無題詩) daté dans les environs de 1162-1164, qui conte l'histoire d'une femme à moustache.
La japonologue Kazue Harada considère à partir du henjō nanshi et du Rouleau des maladies que les futanari appartiennent anatomiquement aux deux sexes ; construits sur un modèle masculin auquel on a ajouté des organes et comportements féminins. Et que si les marqueurs du sexe et du genre sont flous, le « prototype » masculin reste central et sert de base.
C'est aussi au XIIe siècle qu'apparaissent les shirabyōshi, des danseuses vêtues d'atours d'hommes et qui pratiquent des « danses masculines ». Les shirabyōshi inspirent le théâtre nô du XIVe siècle. Les acteurs y sont tous des hommes et jouent à la fois les rôles masculins et féminins, même si le travestissement y reste très stylisé,.

### Japon moderne

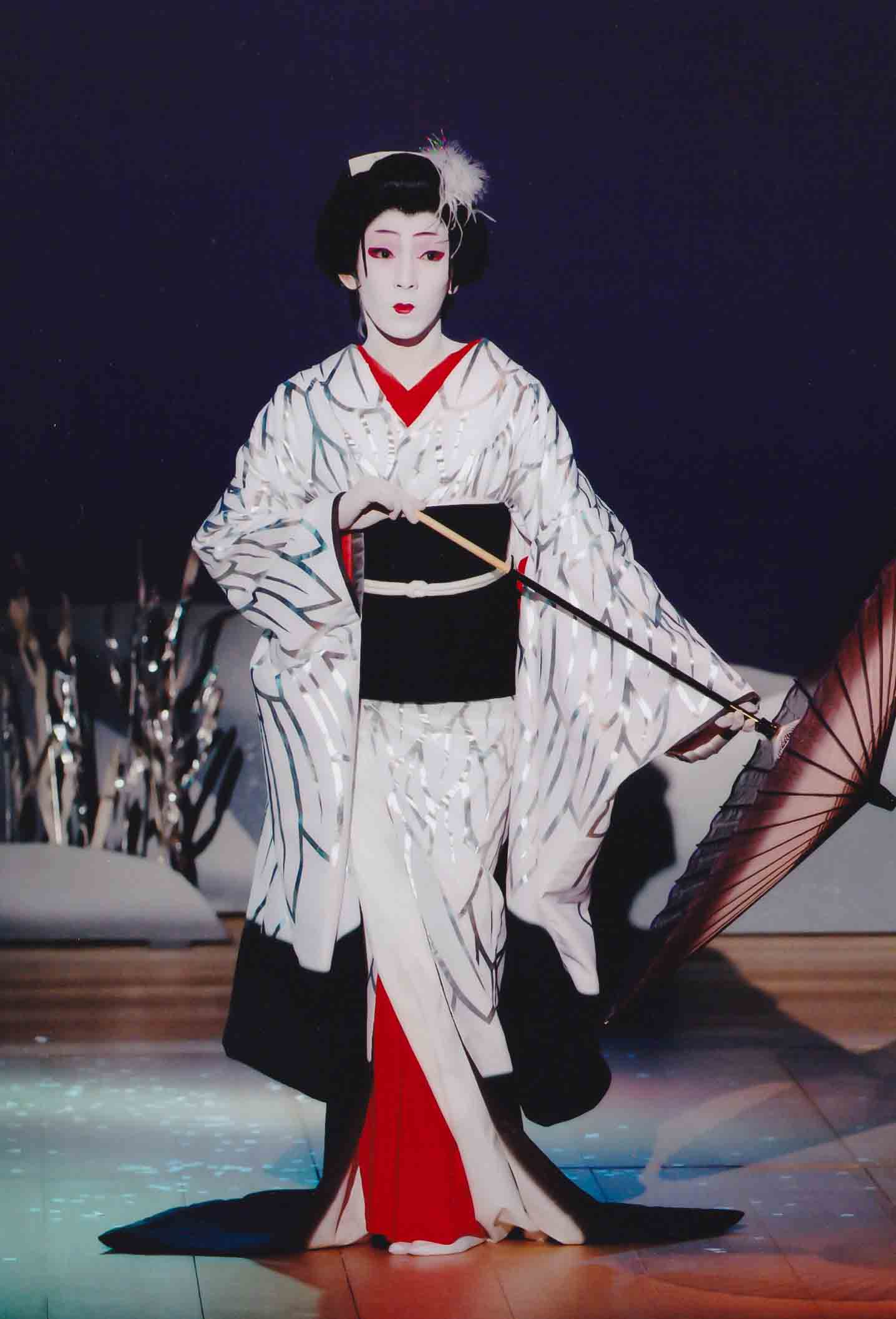
Lonnagata Akifusa Guraku qui effectue la danse Sagimusume.

L'époque d'Edo (1603–1868) voit la confrontation de deux visions. D'un côté des médecins, scientifiques, érudits confucianistes ainsi que le shogunat prônent une distinction claire entre hommes et femmes, entre yin et yang, ainsi que des valeurs telles que le bushidō (武士道, la voie du guerrier) pour les samouraïs ou le teijodō (貞女道, la voie de la femme vertueuse) pour les femmes,,. De l'autre côté apparaissent les onnagata (女方, rôle féminin) du théâtre kabuki, des acteurs masculins qui se travestissent en femmes et se prostituent à l'occasion, attirant les faveurs des hommes comme des femmes. En parallèle des onnagata les kagema onna (陰間女, femme prostituée masculine) voient le jour, des prostituées-danseuses qui se travestissent en hommes au point que certaines d'entre-elles portent des noms d'hommes. Ces dernières sont particulièrement populaires auprès de la clientèle masculine.
À cette époque les qualités de futanari sont recherchées chez les onnagata, comme le montre ce poème de 1644 qui loue les qualités androgynes de l'acteur Shimada Manosuke :
| Texte en japonais                                 | Texte en rōmaji                                                     | Texte en français |
| ------------------------------------------------- | ------------------------------------------------------------------- | --- |
| 女かと見れば 男のまのすけ ふたなり平の これも面影 | Onna ka to mireba otoko no Manosuke futanarihira no kore mo omokage | Une femme, peut-être, quand on la voit… Mais c’est un homme, Manosuke Tout le portrait de Narihira Ni l'un ni l'autre et les deux à la fois |

Le terme futanarihira qui apparaît dans ce poème est un mot-valise produit de la fusion des deux mots futanari et Narihira, nom d'un poète du IXe siècle. Selon Sunaga Asahiko, Narihira est associé à la figure de l'androgyne à l'époque où apparaissent les premiers onnagata. Le spécialiste en théâtre et littérature Imao Tetsuya dit à propos des personnes futanarihira qu'elles « se meuvent entre les deux polarités masculines et féminines, synthétisant en leur sein les principes des deux sexes. Elles irradient ainsi d'une enchanteresse sexualité neutre qui plaît tant aux hommes qu'aux femmes. ». Maki Morinaga, de l'université du Minnesota considère que les onnagata de l'époque sont des personnes de sexe masculin mais de genre androgyne, elle note aussi une évolution entre le concept de futanari qui est perçu comme une difformité, et le concept de futanarihira qui est perçu comme une esthétique positive.
L'esthétique futanarihira reste dominante au sein du théâtre kabuki jusqu'à ce qu'Yoshizawa Ayame (1673–1729) théorise ce que doit être un onnagata dans son écrit Ayamegusa (菖蒲草, Paroles d'Ayame) au début du XVIIIe siècle,. Ayame reprend le concept du henshin mais l'altère quelque peu : selon le henshin orthodoxe, c'est le corps qui doit se transformer, quand pour Ayame il s'agit de l'esprit, du genre. Pour lui un onnagata doit devenir mentalement une femme, vivre comme une femme dans la vie de tous les jours, suivre les idéals féminins tels le teijodō, et ne pas se contenter de simuler le rôle d'une femme. Il rejette la figure de l'onnagata qui serait futanarihira, car un onnagata est indubitablement une femme, puisque selon lui, le genre féminin des onnagata annule et remplace leur sexe physique masculin. Les préceptes d'Ayame se diffusent dans la société japonaise, au point que les onnagata utilisent désormais les bains dédiés aux femmes.

### Japon contemporain

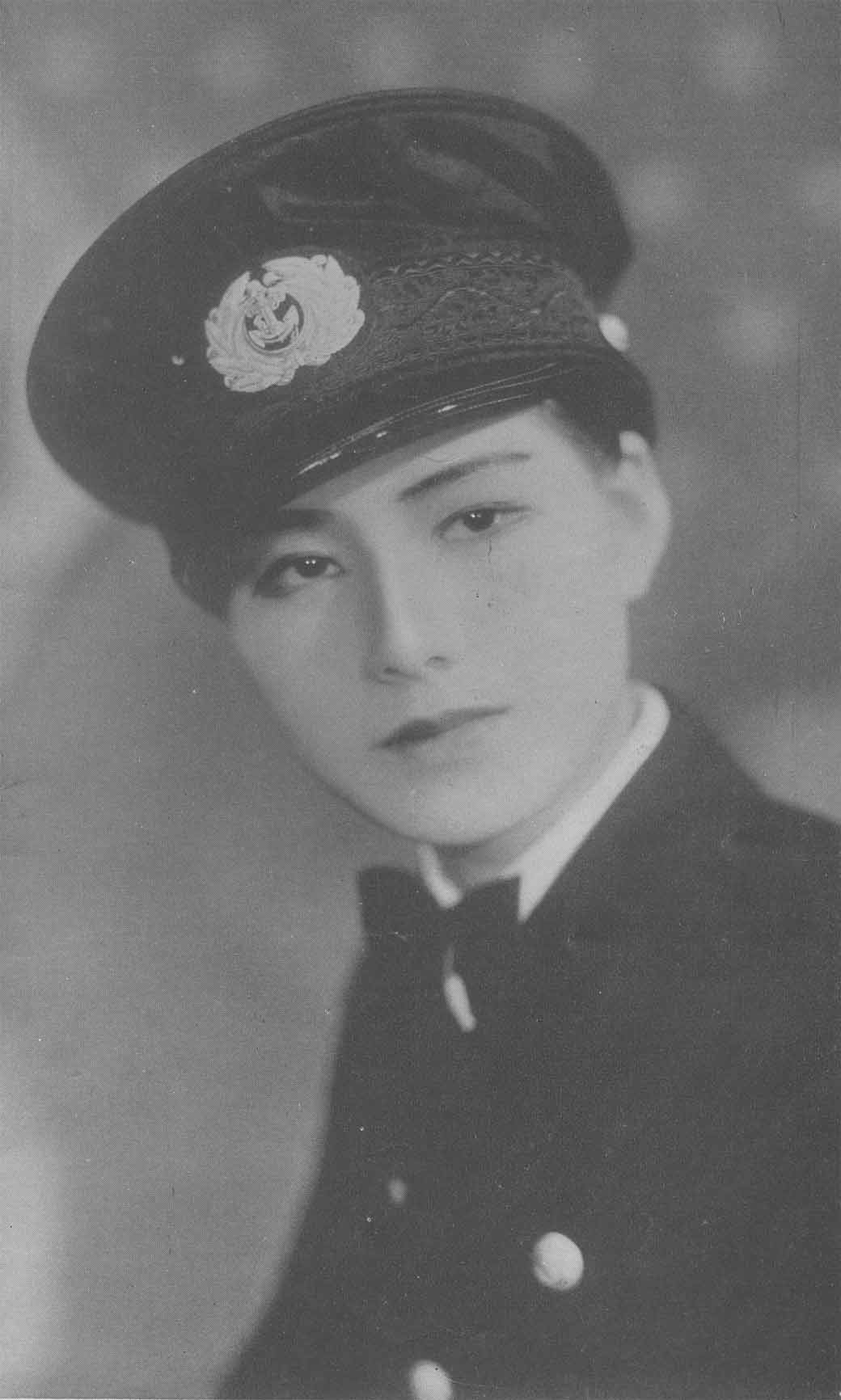
Asako Uchigawa, 1936, actrice travestie de Takarazuka.

Lors des ères Meiji (1868–1912) et Taishō (1912–1926), le gouvernement influencé par la sexologie austro-germanique exécute une politique « anti-androgyne » qui sépare les individus dans deux catégories « homme » et « femme », sans qu'elles puissent se recouper. Le travestissement et l'androgynie ne doivent pas sortir des théâtres kabuki et Takarazuka,. Quant aux personnes considérées jusque-là comme hermaphrodites, comme possédant deux sexes, elles se voient désormais attribuer un « véritable sexe » et sont considérées comme « difformes » ou encore comme « dégénérées ».
La majorité de la presse et des intellectuels de l'époque s'accordent avec la volonté du gouvernement : par exemple la criminelle Takahashi Oden, perçue comme étant plus forte — physiquement et mentalement — que ce que devrait être une femme, est considérée comme « androgyne » et que ses caractéristiques masculines sont non-naturelles et sont la source de ses crimes. Les journaux publient des articles pour se moquer des hermaphrodites qui ont été « démasqués » ou encore créent des articles à scandale à propos de supposées relations homosexuelles entre femmes, notamment entre actrices de Takarazuka. Cette forme de lynchage provoque des tentatives de suicide,,.
Outre le terme futanari, d'autres mots apparaissent à cette époque afin de désigner l'hermaphrodisme et l'androgynie : otoko-onna (男女, homme-femme), han'in'yōsha (半陰陽者, intersexe, littéralement mi-yin mi-yang), ryōsei (両性, des deux sexes), chūsei (中性, sexe neutre) ou encore andorojenii (アンドロジェニイ, androgynie),.
Après la fin de la Seconde Guerre mondiale en 1945, les restrictions du gouvernement sont levées, et les critiques envers l'androgynie et l'hermaphrodisme se font de plus en plus rares, d'abord parce que les Japonais, par pudeur, ont tendance à éviter les sujets liés à la sexualité, puis en raison de l'influence de la revue Takarazuka qui se fait sentir dans les arts, notamment dans le monde du manga et de la musique,.

## Influences dans l'art

### Pornographie

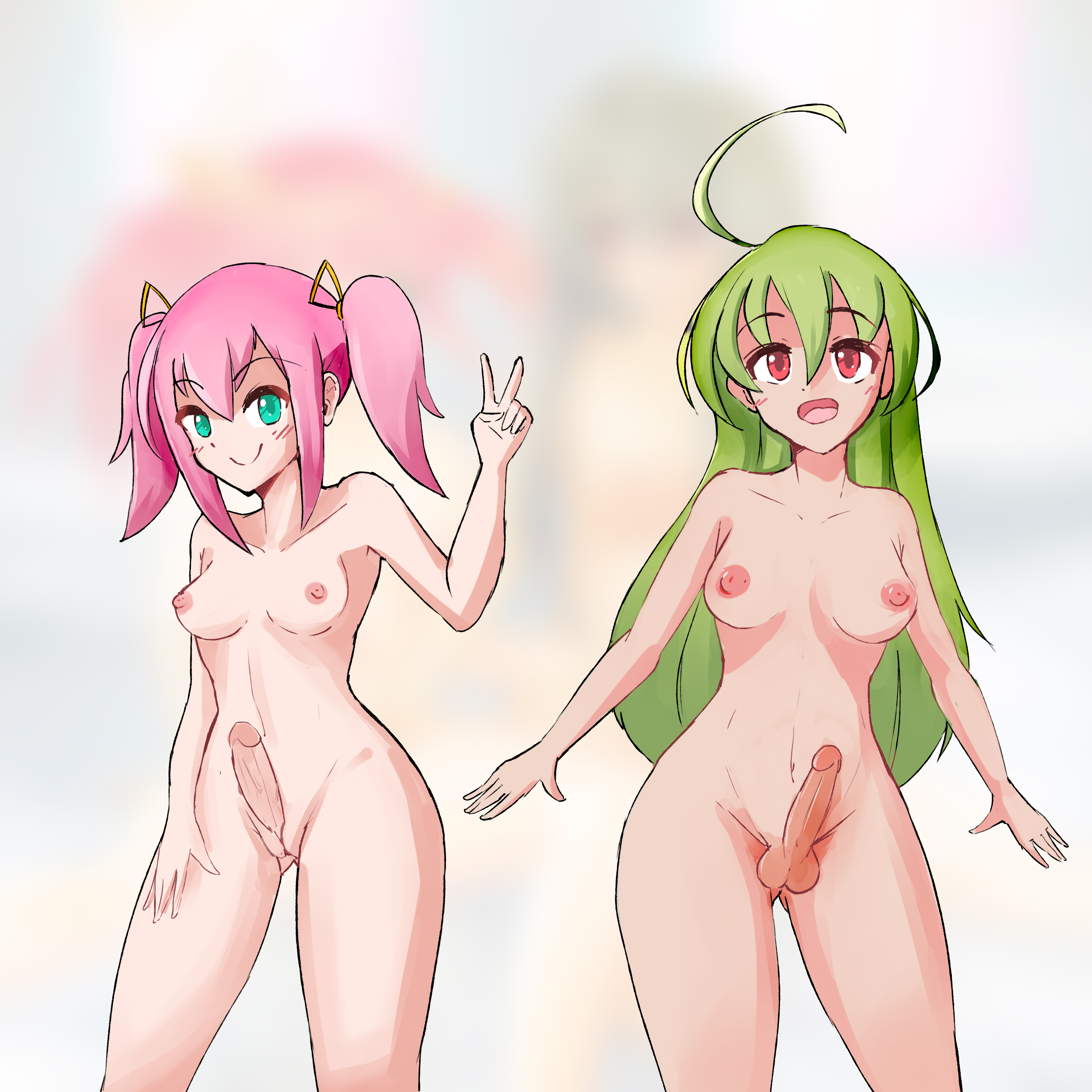
Exemple de deux futanari.

Le genre du futanari apparaît dans la pornographie japonaise à la fin des années 1980 et se démocratise pendant les années 1990 grâce à des mangas tels que Hot tails de Toshiki Yui ou Ogenki Clinic de Haruka Inui,. Outre le nom futanari, d'autres noms sont donnés au genre, tels que shīmēru (シーメール, shemale), dickgirl ou encore new-half (ニューハーフ, nyūhāfu, littéralement nouvelle moitié, désigne les femmes transsexuelles),.
Ce type de pornographie met en scène des femmes qui possèdent à la fois une vulve et un pénis, ou plus rarement seulement un pénis. La taille de leur pénis — et de leurs seins — est généralement disproportionnée, pouvant atteindre les 90 cm de long,. Le genre du futanari est surtout présent dans les mangas et animes hentai et est particulièrement populaire dans les cercles amateurs dōjinshi. Il est souvent couplé avec les autres genres de l'humour, de la parodie, de la romance ou de l'horreur.
Bien qu'étant similaires dans leur apparence, il existe une nuance entre les shemale de la pornographie occidentale et les futanari de la pornographie japonaise : les premières sont généralement perçues comme des hommes ayant été féminisés, quand les secondes sont perçues comme des femmes phalliques, ce qui confère un contexte plus lesbien au genre, les futanari ayant une apparence et personnalité féminine,. Indépendamment du sexe et du genre auxquels ils s'identifient, on peut extraire trois sous-ensembles majoritaires parmi la morphologie de ces personnages[réf. nécessaire] : le premier, affilié aux andorojenii, évoque l'apparence des shemales présents dans la culture pornographique occidentale, les dits personnages possédant sobrement un ensemble d'appareils génitaux similaire à ceux des hommes. Les deux autres sous-ensembles, davantage proches des ryōsei et des chūsei, représente des êtres aux caractéristiques tendant vers l'intersexualité, affichant des appareils génitaux des deux sexes à un stade pleinement maturé et fonctionnel : respectivement un ensemble verge-vulve, le pénis étant le plus souvent implanté en lieu et place du clitoris ou ancré légèrement au dessus ; et un ensemble verge-testicules-vulve, cette dernière se trouvant alors à l'emplacement du périnée.
Le spécialiste en manga Patrick Drazen estime que le principal attrait de ce type de pornographie consiste à voir des femmes subir les mêmes pulsions sexuelles que les hommes à cause de leur pénis. Il souligne que les futanari possèdent généralement une forte libido et que certaines d'entre-elles considèrent que l'érection de leur pénis est une entité à part entière, et y voit un parallèle entre l'expérience vécue par les futanari et celle vécue par les adolescents en pleine puberté.
Si le genre existe surtout dans les mangas et animes, il existe aussi avec des vraies actrices, qui portent des godemichets disproportionnés comme s'ils faisaient partie intégrante de leur corps, renforçant l'idée que les futanari sont une extension de la thématique lesbienne du gode ceinture,.

### Mangas
La figure mythologique des hangetsu et le concept du henshin sont à l'origine d'une thématique populaire dans les mangas, où le personnage principal voit son sexe se transformer, devenant une personne au sexe fluide. Cette thématique se retrouve dans des mangas populaires tels que Ranma ½ de Rumiko Takahashi, Futaba-Kun Change! de Hiroshi Aro ou encore Hen de Hiroya Oku,,.
Kazue Harada considère que les personnages intersexués dans les travaux de la mangaka Moto Hagio tels que Nous sommes onze ! ou Marginal sont influencés par la vision du futanari qui avait court à l'époque médiévale : des personnages possédant les deux sexes, mais d'apparence masculine ou neutre avec une féminité cachée.

#### Articles
- [Robertson 1992] (en) Jennifer Robertson, « The Politics of Androgyny in Japan : Sexuality and Subversion in the Theater and Beyond », American Ethnologist, vol. 19, no 3,‎ août 1992, p. 419-442 (DOI 10.1525/ae.1992.19.3.02a00010, lire en ligne [PDF], consulté le 9 juin 2016).
- [Pflugfelder 1992] (en) Gregory M. Pflugfelder, « Strange Fates : Sex, Gender, and Sexuality in Torikaebaya Monogatari », Monumenta Nipponica, vol. 47, no 3,‎ 1992, p. 347-368 (DOI 10.2307/2385103).
- [Morinaga 2002] (en) Maki Morinaga, « The Gender of Onnagata As the Imitating Imitated : Its Historicity, Performativity, and Involvement in the Circulation of Femininity », Positions, Duke University Press, vol. 10, no 2,‎ 2002, p. 245-284.
- [Leite Jr 2012] (pt) Jorge Leite Jr, « Labirintos conceituais científicos, nativos e mercadológicos : pornografia com pessoas que transitam entre os gêneros », Cadernos Pagu, no 38,‎ 2012, p. 99-128 (ISSN 0104-8333, DOI 10.1590/S0104-83332012000100004, lire en ligne, consulté le 9 juin 2016).
- [Winston 2014] (en) Leslie Winston, « The Trope of the Hermaphrodite in Modern Japan », Harvard Asia Quarterly, vol. 16, no 3,‎ 2014, p. 22-30 (lire en ligne [PDF], consulté le 9 juin 2016).

#### Monographies
- [Krauss 1965] (de) Friedrich S. Krauss et al., Japanisches Geschlechtsleben : Abhandlungen und Erhebungen über das Geschlechtsleben des japanischen Volkes, Hanau/M. : Schustek, 1965, 591 p. (OCLC 7027166).
- [Leupp 1997] (en) Gary P. Leupp, « The Fascination with Androgyny », dans Male Colors : The Construction of Homosexuality in Tokugawa Japan, University of California Press, 15 mai 1997 (ISBN 978-0520209008, OCLC 36947248), p. 172-178.
- [Acres 2007] (en) Harley Blue Acres, Gender Bending and Comic Books as Art : Issues of Appropriation, Gender, and Sexuality in Japenese Art, University of Alabama, 2007, 102 p. (lire en ligne [PDF]).
- [Pilcher 2009] (en) Tim Pilcher, « Futanari and Bakunyu », dans Erotic Comics : A Graphic History, vol. 2 : From the 1970s to the Present Day, Hachette UK, 1er mars 2009 (ISBN 978-1908150202, OCLC 870599689).
- [Drazen 2014] (en) Patrick Drazen, « Rated H : Hardcore anime », dans Anime Explosion! : The What? Why? and Wow! of Japanese Animation, Stone Bridge Press, 1er avril 2014 (ISBN 978-1611720136, OCLC 858603147), p. 68-83.
- [Harada 2015] (en) Kazue Harada, Japanese Women's Science Fiction : Posthuman Bodies and the Representation of Gender, Université Washington de Saint-Louis, 15 mai 2015, 290 p. (DOI 10.7936/K7XP733R, lire en ligne [PDF]).